# 大滩镇 (广元市)
大滩镇，是中华人民共和国四川省广元市朝天区下辖的一个乡镇级行政单位。2019年12月，将原柏杨乡中东村、捍东村、坪台村、麻柳村、韩家村、捍红村、冬生村和原文安乡红梅村、马家湾村、茨竹湾村、郭家村、板房村、蒿坝村、天池村所属行政区域划归大滩镇管辖，大滩镇人民政府驻横梁路18号。

## 行政区划
大滩镇下辖以下地区：
大滩镇社区、横梁村、白鹤村、移山村、自然村、立新村、敬忠村、回龙村、风雷村、新生村、红光村、银和村、茅坪村、业成村、茅寨村、响水村、高峰村和光辉村。